# Kalenda Maya

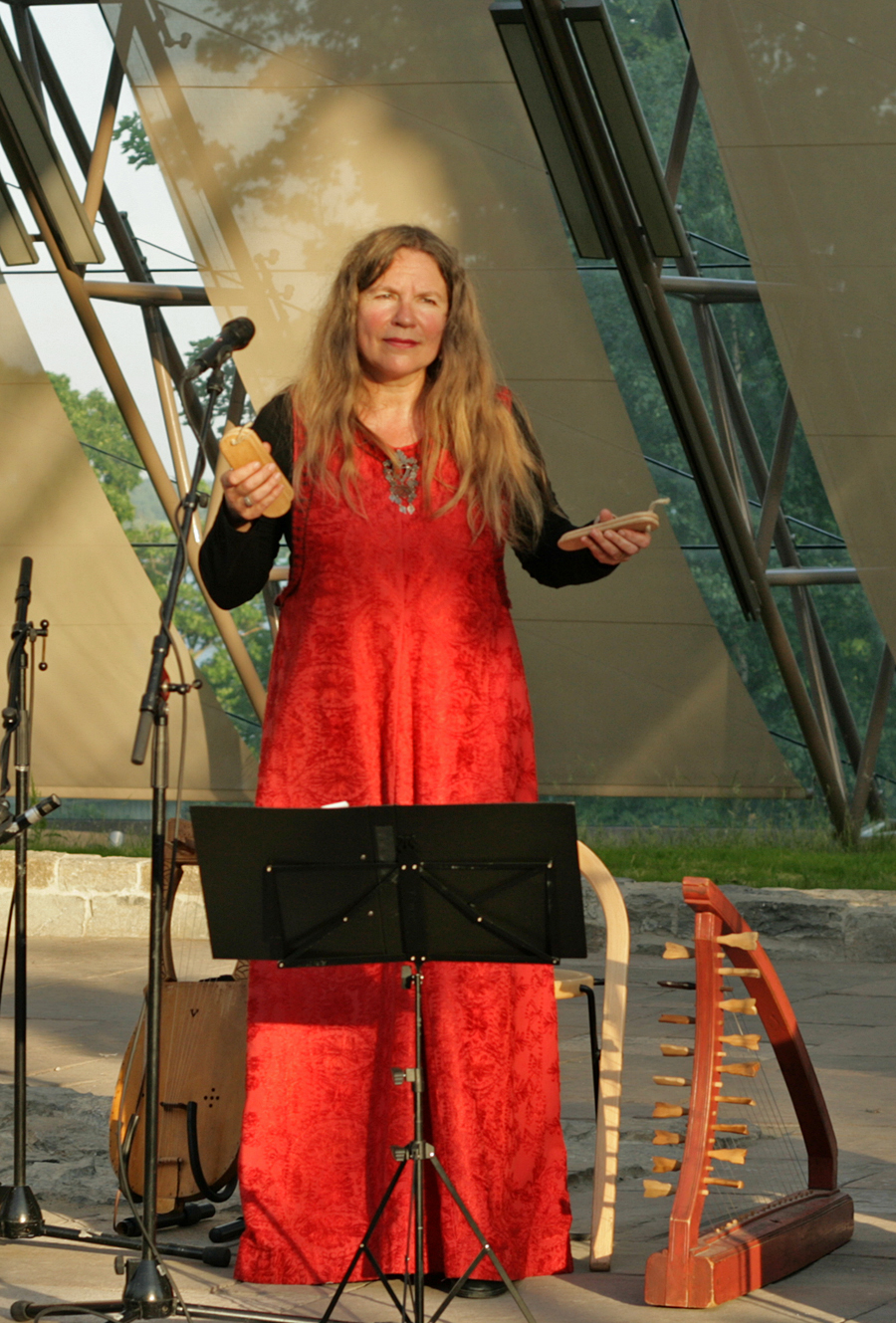
Tone Hulbækmo 2008

Kalenda Maya ist eine norwegische Mittelalterband. Sie spielen zeitgenössische Musikinstrumente, die sie selbst nach originalen Zeichnungen und Vorlagen anfertigen. Unter anderem interpretiert die Gruppe Titel der Cantigas de Santa Maria, Llibre Vermell de Montserrat, des deutschen Minnesangs (Neidharts Mayenzeit one neidt), von französischen Trobadoren und klassischer Tänze wie des Saltarellos. Für ihr Debütalbum Kalenda Maya – Medieval and Renaissance Music erhielten sie 1985 den norwegischen Musikpreis Spellemannprisen.

## Diskografie
- 1985: Kalenda Maya – Medieval and Renaissance Music
- 1989: Norske Middelalderballader
- 1993: Arms Of The God
- 1997: Pilegrimsreiser